# 中央気象署震度階級
中央気象署震度階級（CWASIS、ちゅうおうきしょうしょしんどかいきゅう、中国語: 交通部中央氣象署地震震度分級）は、台湾で使用される地震の震度階級である。中華民国交通部中央気象署が、1999年の集集地震発生後の2000年に制定した。当初は、1996年9月30日以前の、日本の旧・気象庁震度階級を参考にした震度0級から7級までの8段階の震度階級であった。この震度階級は最大地動加速度 (PGV)を単純に換算したものであったが、この計算方法では短周期地震動による瞬間的な加速度によって、観測震度から予想される被害状況と実際の被害状況に著しい差異が生じることが多くなっていた。これを是正するため2020年1月1日より、震度5級以上を観測した地点は短周期地震動をローパスフィルタに通して震度と対応する被害状況に近づけさせるよう計算方法を変更し、また震度階級も改正気象庁震度階級と同様の5弱、5強、6弱、6強に細分した震度0級から7級までの10段階の震度階級に変更された。
| 震度 | 震度 | 震度         | 加速度 (cm/sec2) | 速度 (cm/sec) |
| ---- | ---- | ------------ | ---------------- | ------------- |
| 0級  | 0級  | 無感         | <0.8             | <0.2          |
| 1級  | 1級  | 微震         | 0.8~2.5          | 0.2~0.7       |
| 2級  | 2級  | 輕震（軽震） | 2.5~8.0          | 0.7~1.9       |
| 3級  | 3級  | 弱震         | 8.0~25           | 1.9~5.7       |
| 4級  | 4級  | 中震         | 25~80            | 5.7~15        |
| 5    | 5弱  | 強震         | 80~140           | 15~30         |
| 5    | 5強  | 強震         | 140~250          | 30~50         |
| 6    | 6弱  | 烈震         | 250~440          | 50~80         |
| 6    | 6強  | 烈震         | 440~800          | 80~140        |
| 7級  | 7級  | 劇震（激震） | >800             | >140          |

## 最大震度7を観測した地震 (1994年5月以降)
| No. | 日時 (NST)     | 震央                                                               | 規模 ML | 観測点                                                  | 備考                              |
| --- | -------------- | ------------------------------------------------------------------ | ------- | ------------------------------------------------------- | --------------------------------- |
| 01  | 1994年06月05日 | 宜蘭県近海 北緯24度28分 東経121度50分 / 北緯24.46度 東経121.84度   | 6.5     | 宜蘭県南澳郷・大同郷                                    | 死者1人                           |
| 02  | 1998年07月17日 | 嘉義県竹崎郷 北緯23度30分 東経120度40分 / 北緯23.50度 東経120.66度 | 6.2     | 嘉義県竹崎郷                                            | 死者5人 (zh:1998年瑞里地震)       |
| 03  | 1999年09月21日 | 南投県集集鎮 北緯23度51分 東経120度49分 / 北緯23.85度 東経120.82度 | 7.3     | 南投県、彰化県、嘉義県、 台中市、雲林県、苗栗県、新竹県 | 死者2415人 (921大地震)            |
| 04  | 1999年09月21日 | 南投県仁愛郷 北緯23度55分 東経121度02分 / 北緯23.91度 東経121.04度 | 6.44    | 南投県魚池郷                                            | 921地震余震                       |
| 05  | 1999年09月21日 | 南投県水里郷 北緯23度48分 東経120度52分 / 北緯23.80度 東経120.86度 | 6.6     | 南投県、嘉義県、雲林県                                  | 921地震余震                       |
| 06  | 1999年09月21日 | 南投県仁愛郷 北緯23度52分 東経121度04分 / 北緯23.86度 東経121.07度 | 6.7     | 彰化県、台中市                                          | 921地震余震                       |
| 07  | 1999年09月21日 | 南投県仁愛郷 北緯23度52分 東経121度02分 / 北緯23.86度 東経121.04度 | 6.66    | 南投県魚池郷・名間郷                                    | 921地震余震                       |
| 08  | 1999年09月22日 | 南投県仁愛郷 北緯23度50分 東経121度03分 / 北緯23.83度 東経121.05度 | 6.8     | 南投県名間郷                                            | 921地震余震                       |
| 09  | 1999年09月26日 | 南投県仁愛郷 北緯23度51分 東経121度00分 / 北緯23.85度 東経121.00度 | 6.8     | 南投県魚池郷                                            | 921地震余震                       |
| 10  | 1999年10月22日 | 嘉義県民雄郷 北緯23度31分 東経120度25分 / 北緯23.52度 東経120.42度 | 6.4     | 嘉義市、嘉義県、雲林県                                  | 230人負傷 (en:1999年嘉義地震)     |
| 11  | 1999年10月22日 | 嘉義県民雄郷 北緯23度32分 東経120度26分 / 北緯23.53度 東経120.43度 | 6.0     | 嘉義市、嘉義県、雲林県                                  | 230人負傷 (en:1999年嘉義地震)     |
| 12  | 2000年06月11日 | 南投県仁愛郷 北緯23度54分 東経121度07分 / 北緯23.90度 東経121.11度 | 6.7     | 南投県名間郷                                            | 2人死亡、921地震余震              |
| 13  | 2000年09月10日 | 花蓮県秀林郷 北緯24度05分 東経121度35分 / 北緯24.09度 東経121.58度 | 6.2     | 花蓮県新城郷                                            |                                   |
| 14  | 2002年05月15日 | 宜蘭県近海 北緯24度39分 東経121度52分 / 北緯24.65度 東経121.87度   | 6.2     | 宜蘭県蘇澳鎮                                            | 1人死亡                           |
| 15  | 2003年12月10日 | 台東県近海 北緯23度04分 東経121度24分 / 北緯23.07度 東経121.40度   | 6.42    | 台東県東河郷・長浜郷                                    | (zh:2003年臺東成功地震)           |
| 16  | 2006年04月01日 | 台東県延平郷 北緯22度53分 東経121度05分 / 北緯22.88度 東経121.08度 | 6.23    | 台東県台東市                                            |                                   |
| 17  | 2009年12月19日 | 台湾東部海域 北緯23度47分 東経121度40分 / 北緯23.79度 東経121.66度 | 6.92    | 花蓮県、台東県                                          | (花蓮地震 (2009年))               |
| 18  | 2010年03月04日 | 高雄市茂林区 北緯22度58分 東経120度43分 / 北緯22.97度 東経120.71度 | 6.42    | 台南市玉井区                                            | (zh:2010年高雄地震)               |
| 19  | 2012年02月26日 | 屏東県霧台郷 北緯22度45分 東経120度45分 / 北緯22.75度 東経120.75度 | 6.35    | 高雄市茂林区                                            | (zh:2012年霧台地震)               |
| 20  | 2013年03月27日 | 南投県仁愛郷 北緯23度54分 東経121度03分 / 北緯23.90度 東経121.05度 | 6.24    | 南投県埔里鎮・国姓郷・名間郷                            | 死者1人、921地震余震              |
| 21  | 2013年06月02日 | 南投県魚池郷 北緯23度52分 東経120度58分 / 北緯23.86度 東経120.97度 | 6.48    | 南投県埔里鎮・竹山鎮                                    | 死者5人、921地震余震              |
| 22  | 2013年10月31日 | 花蓮県瑞穂郷 北緯23度34分 東経121度21分 / 北緯23.57度 東経121.35度 | 6.42    | 花蓮県光復郷・鳳林鎮・万栄郷                            | (花蓮地震 (2013年))               |
| 23  | 2016年02月06日 | 高雄市美濃区 北緯22度55分 東経120度32分 / 北緯22.92度 東経120.54度 | 6.6     | 台南市新化区・玉井区                                    | 死者117人 (台湾南部地震 (2016年)) |
| 24  | 2018年02月06日 | 花蓮県近海 北緯24度06分 東経121度44分 / 北緯24.10度 東経121.73度   | 6.26    | 花蓮県花蓮市                                            | 死者17人 (花蓮地震 (2018年))      |
| 25  | 2019年04月18日 | 花蓮県秀林郷 北緯24度03分 東経121度34分 / 北緯24.05度 東経121.56度 | 6.32    | 花蓮県秀林郷・吉安郷                                    |                                   |

出典：地震活動彙整 - 中央気象署地震測報中心